# Фітостерини
Фі́тостери́ни, фітостероли (рослинні стироли) — за хімічною природою це високомолекулярні циклічні спирти, що розрізняються числом подвійних зв'язків у циклічному кільці, ступенем ненасиченості й довжиною бічного ланцюга. Вони виглядають як нетвердий білий порошок з характерним запахом, нерозчинний у воді і розчинний у спирті. Фітостероли широко використовуються в медицині, косметиці, як харчові добавки.
До фітостеринів належать: β-ситостерол (ситостерин), циклоартенол, 24-метиленциклоартанол тощо.
Деякі стероли продукуються і в рослинах і в грибах.
Фітостероли використовуються для стимулювання природних механізмів стійкості рослини до водного стресу та збільшує врожайність польових культур. Активує фізіологічні захисні механізми рослин у відповідь на стрес навколишнього середовища.

### Механізм впливу фітостеролів на рослини[3]

#### Ріст коренів
Після обприскування листя фітостеролами оброблені рослини стимулюють ріст коренів.
Це важливо для покращення дослідження ґрунту корінням рослин і, таким чином, збільшення резервуару води, до якого вони мають доступ, що дозволяє їм краще переносити посуху.

#### Регулювання випаровування (евапотранспірації)
Під час нестачі води фітостероли відіграють роль у регулюванні відкриття продихів – пор, які забезпечують газообмін між рослиною та навколишнім середовищем.
Таким чином, оброблені рослини обмежують випаровування з листя завдяки сигнальним молекулам, які викликають часткове закриття продихів.

## Значення
Сприяють зменшенню ступеня всмоктування холестерину в кишечнику.